# Proshermacha credo
Espèce
Proshermacha credo est une espèce d'araignées mygalomorphes de la famille des Anamidae.

## Distribution
Cette espèce est endémique du Goldfields-Esperance en Australie-Occidentale,. Elle se rencontre vers Kalgoorlie, Menzies et Leonora.

## Description
Le mâle holotype mesure 19,6 mm et la femelle paratype 28,3 mm.

## Systématique et taxinomie
Cette espèce a été décrite par Wilson, Rix et Harvey en 2023.

## Étymologie
Son nom d'espèce lui a été donné en référence au lieu de sa découverte, Credo Station.

## Publication originale
- Wilson, Rix & Harvey, 2023 : « A new spider species of the genus Proshermacha (Mygalomorphae: Anamidae) from the Coolgardie and Murchison bioregions of Western Australia, collected on a Bush Blitz expedition. » Australian Journal of Taxonomy, vol. 19, p. 1-7 (texte intégral).